# Cordilheira Ogilvie

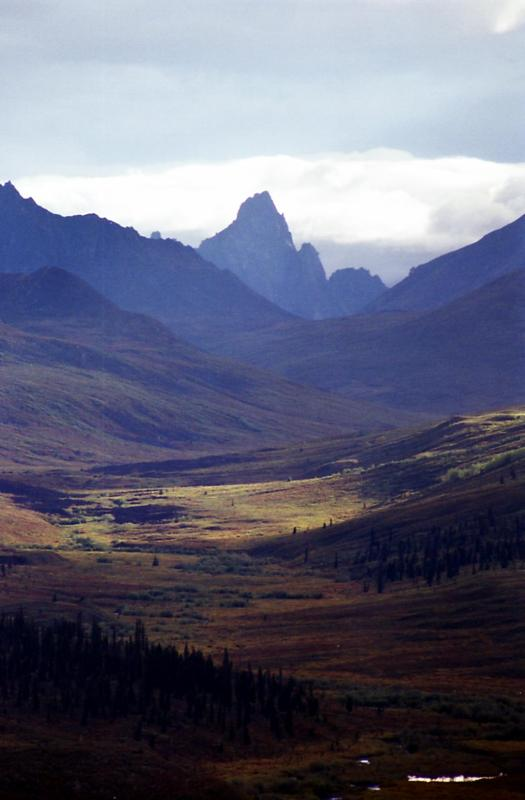
Monte Tombstone ao fundo

A cordilheira Ogilvie é uma cordilheira pertencente ao território de Yukon, Canadá, que se localiza ao norte de Dawson City e é atravessada  pela Dempster Highway. As montanhas mais conhecidas fazem parte do Parque Territorial de Tombstone.
A montanha mais alta é o Mount Frank Rae de 2.362 metros (7.749 pés). As montanhas mais familiares com seus picos de granito irregulares são o Monte Tombstone e o Monte Monolith.
A cordilheira foi primeiramente pesquisada por William Ogilvie e consequentemente homenageada a cordilheira com o nome do pesquisador.

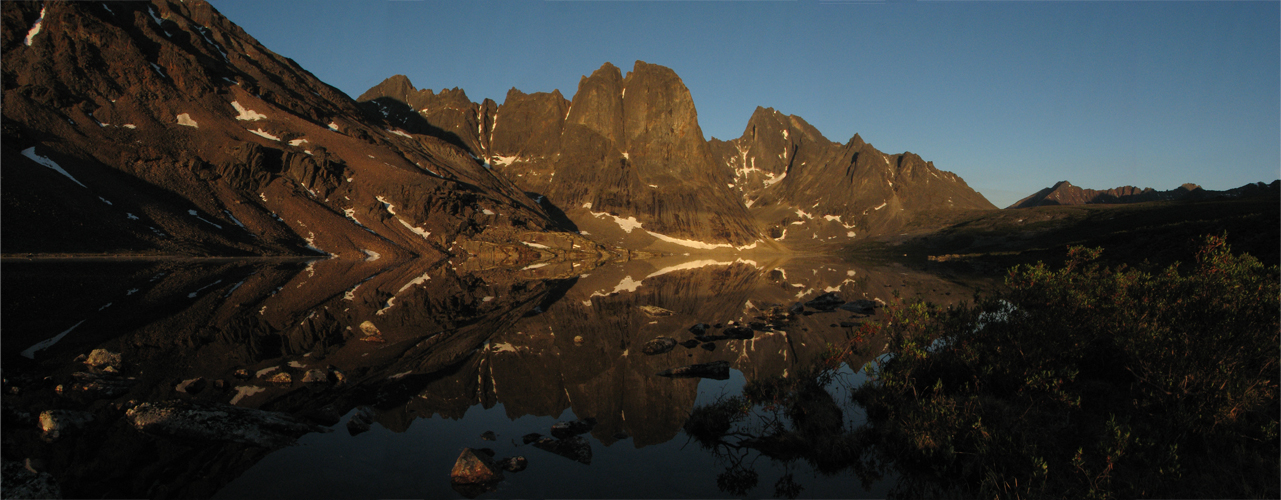
Monte Monolith

## Sistemas
- Cordilheira Nahoni

## Montanhas
- Mount Frank Rae (2 362 m)
- Yoke Mountain (2 249 m)
- Tombstone Mountain (2 196 m)
- Mount Monolith (2 135 m)
- Mount Patterson (2 088 m)
- Mount Jeckell (1 951 m)
- Mount Harper (1 845 m)
- Chert Mountain (1 731 m)